# Liebenthal (Kansas)
Liebenthal es una ciudad ubicada en el condado de Rush en el estado estadounidense de Kansas. En el año 2010 tenía una población de 103 habitantes y una densidad poblacional de 343,33 personas por km².

## Geografía
Liebenthal se encuentra ubicada en las coordenadas 38°39′18″N 99°19′14″O / 38.65500, -99.32056 (38.654948, -99.320625).

## Demografía
Según la Oficina del Censo en 2000 los ingresos medios por hogar en la localidad eran de $21,875 y los ingresos medios por familia eran $29,792. Los hombres tenían unos ingresos medios de $26,250 frente a los $14,375 para las mujeres. La renta per cápita para la localidad era de $14,342. Alrededor del 11.1% de la población estaban por debajo del umbral de pobreza.